# Урало-Тянь-Шанська складчаста область
Урало-Тянь-Шанська складчаста область — західна і південно-західна частина Урало-Монгольського геосинклінального поясу. Час виникнення — Пермський період. Складається з двох складчастих систем — Уральської і Південно-Тянь-Шанської, які найбільш активно розвивалися у палеозої.
Урало-Тянь-Шанська складчаста область включає Урал, Тянь-Шань, Алтай і Зах.-Сибірську плиту.